# Eduard Friedrich von Eversmann
Eduard Friedrich von Eversmann (ou Eduard Aleksandrowitsch von Eversmann) (Hagen, Vestfália, 23 de janeiro de 1794 – Kazan, 14 de abril de 1860) foi um naturalista e explorador russo.